# ZyXEL
 (mars 2016).
Si vous disposez d'ouvrages ou d'articles de référence ou si vous connaissez des sites web de qualité traitant du thème abordé ici, merci de compléter l'article en donnant les références utiles à sa vérifiabilité et en les liant à la section « Notes et références ».
ZyXEL Communications ((zh) : 合勤科技, TSE : 3704) est un constructeur taïwanais de modems, adaptateurs ISDN, adaptateurs DSL, commutateurs réseau, routeurs et points d'accès Wi-Fi. Fondé en 1989, ZyXEL compte environ 3 200 employés dans le monde dont 30 % dans le secteur recherche et développement[réf. nécessaire].

## Produits

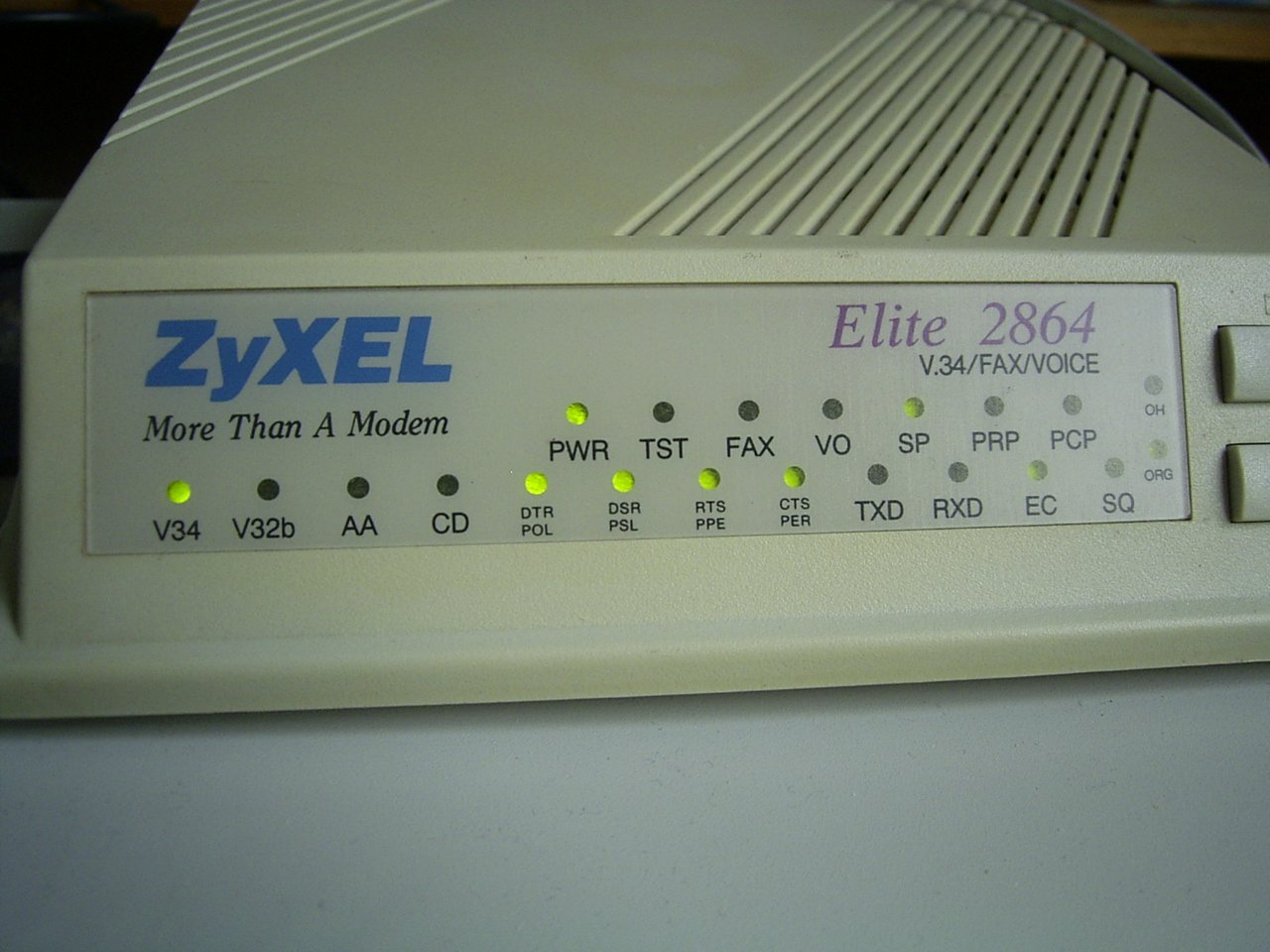
Le modem ZyXEL Elite 2864.

Historiquement, l'un des modems les plus connus est le ZyXEL Elite 2864, qui a été commercialisé de 1995 à 1999.
ZyXEL commercialise pour le grand public, les entreprises, les fournisseurs de services, etc. Il est très présent sur le marché des routeurs, pare-feu et réseaux privés virtuels (VPN) pour les petites et moyennes entreprises. Ses produits utilisent le firmware ZyNOS (en).